# Scholengemeenschap voor Katholiek Secundair Onderwijs Noordwest-Brabant
De Scholengemeenschap voor Katholiek Secundair Onderwijs Noordwest-Brabant is een katholieke scholengemeenschap van 4 secundaire scholen:
- het Sint-Theresiacollege Kapelle-op-den-Bos (STK) in Kapelle-op-den-Bos (ASO, paters Assumptionisten)
- het Sint-Godelieve-Instituut in Kapelle-op-den-Bos (BSO & TSO, Zusters van Onze-Lieve-Vrouw van Zeven Weeën)
- het Virgo Sapiens Instituut in  Londerzeel (ASO & BSO, Zusters Ursulinen van Tildonk)
- het Gemeentelijk Technisch Instituut in Londerzeel (gemeentelijke school)